# Czuha
Czuha, węg. szűr, cuha, gunia (inaczej: czuhania, czucha, czuchunia, cucha, guńka) – męska kurta z wełnianego, samodziałowego sukna, ozdobiona haftem i obszyciami, noszona przez węgierskich, rumuńskich, morawskich, polskich górali, Łemków, Bojków i Hucułów.

## Czuha na Łemkowszczyźnie

Najstarsza zachowana fotografia Łemka (1870 r.)

Czuha to rodzaj szerokiego łemkowskiego płaszcza z brązowego samodziałowego sukna, najczęściej zarzucanego na ramiona jak peleryna, sięgającego do połowy łydki. Rękawy przeważnie były zaszyte dołem i służyły jako obszerne kieszenie. Czuha posiada duży, spadający na plecy kołnierz, który w razie słoty lub zawiei można zarzucić na głowę i zawiązać jak kaptur.
Czuhy różniły się między sobą kształtem i dekoracją kołnierza, co stało się podstawą podziału Łemkowszczyzny na pomniejsze grupy lokalne.
W dorzeczu Sękówki i górnej Ropy noszono czuhy, które na prostokątnym kołnierzu i na rękawach miały dwa lub trzy białe, tkane pasy oraz rząd białych lub czarnych sznurków (frędzli), zwanych toroky. Z tego powodu mieszkańców tych stron sąsiedzi określali mianem Torokary.
Na wschód od nich, po górny Wisłok, występowały powszechnie czuhy z kołnierzem przypominającym z przodu pelerynkę z wyłogami, z tyłu przechodzącą w duży prostokątny płat z jednym tylko białym pasem wzdłuż dolnej krawędzi i szeregiem białych, grubych troków. Torokarom białe, długie troki kojarzyły się ze świeczkami, wobec czego mieszkańców środkowej Łemkowszczyzny nazywali Świcaky.
W kilku wioskach na pograniczu Torokarów i Świcaków (Bednarka, Wapienne, Rozdziele, Wola Cieklińska) kołnierze czuh miały kształt krótkiej peleryny okrywającej piersi i część pleców. Krawędzie jej obszyte były białym sznurkiem układanym w pętelki, zwane pupky lub cycki, dlatego mieszkańców tych wsi nazywano Pupkary lub Cycaky.
We wschodniej Łemkowszczyźnie noszono czuhanie podobne jak u Świcaków, z tym że na białym pasie kołnierza znajdowało się zygzakowate wyszycie, zwane „krywulka”, wykonane brązową wełnianą nitką.

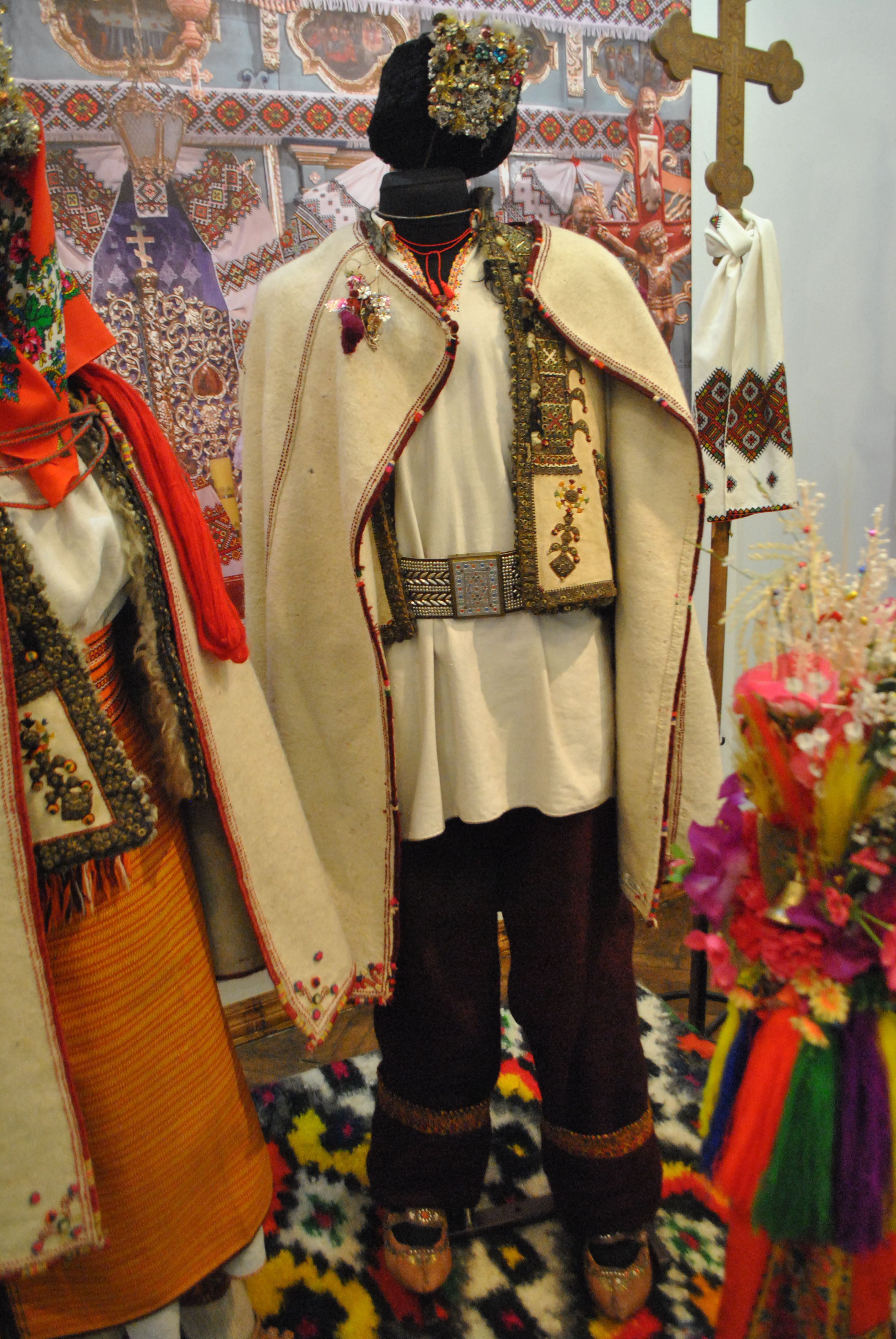
Czucha w weselnym stroju huculskim

Czuha była uważna za najbardziej spektakularną część ubioru łemkowskiego. Dlatego też miała doniosłą rolę w obrzędzie weselnym, ponieważ pan młody musiał iść do ślubu ubrany w czuhę, nawet gdyby musiał ją pożyczyć.

## Etymologia

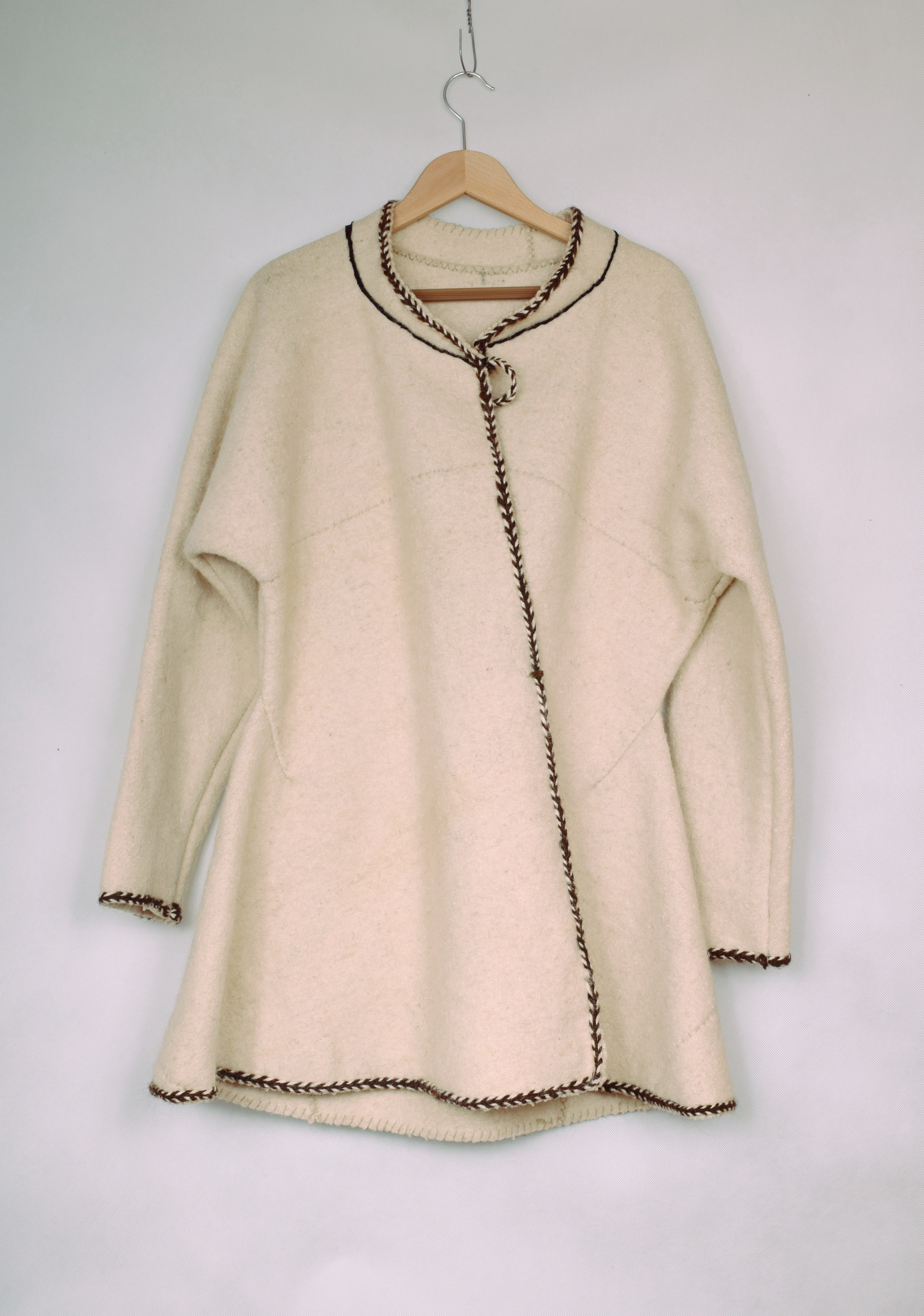
Czucha, 1935 r. Kolekcja Muzeum Tatrzańskiego w Zakopanem

Słowo czuha wywodzone jest od tureckiego çuha „sukno” i węgierskiego csoha lub csuha.
Słowo gunia ma pochodzenie celtyckie (por. ang. gown „suknia”), przyjęte w łacinie jako gunna „kożuch” i w grece jako guna „kożuch”, rozpowszechnione na Bałkanach (np. albańskie guna), przejęte tam przez Słowian.

## Pisownia słowaczuha
Słowo to występuje w słownikach pisane zarówno przez „cz”, jak i „c”, jak też przez „h” i „ch”. O ile zapis przez „cz” wydaje się być bardziej poprawna dla języka polskiego i rusińskiego, to forma z „c” jest wynikiem mazurzenia w gwarze góralskiej. Natomiast zapis „h”/„ch” jest bardziej kontrowersyjny, przy czym więcej argumentów przemawia za zapisem przez „h”, czyli formy czuha w mianowniku i czuże w celowniku i miejscowniku. Przy tym forma czusze jest spotykana i dopuszczalna.
Za zapisem czuha/czuże przemawia też odmiana i pisownia ukraińska/rusińska: чуга/чузі